# American Fork Railroad
| American Fork Canyon, 1876: 1. Mt. Aspinwall oder Lone Mountain. 2. Bergspitzen. 3. Picnic Grove, Deer Creek. 4. Ein ruhiges Tal. 5. Hanging Rock. 6. Felsvorsprünge.  |                           |                                         |               |
| Streckenlänge: | 26 km                     |                                         |               |
| Spurweite: | 914 mm (engl. 3-Fuß-Spur) |                                         |               |
| Maximale Neigung: | 56 ‰                      |                                         |               |
| |                           |                                         |               |
| \| \| 5 \| Lehi \| Lehi \| \| \| 0 \| American Fork \| American Fork \| \| \| \| 16 Brücken über den American Fork River \| \| \| \| 26 \| Deer Creek \| Deer Creek \| |                           |                                         |               |
| Kopfbahnhof Streckenanfang | 5                         | Lehi                                    | Lehi          |
| Kopfbahnhof Strecke ab hier außer Betrieb | 0                         | American Fork                           | American Fork |
| |                           | 16 Brücken über den American Fork River |               |
| Kopfbahnhof Streckenende (Strecke außer Betrieb) | 26                        | Deer Creek                              | Deer Creek    |

Die American Fork Railroad war eine 26 km lange Schmalspurbahn mit einer Spurweite von 3 Fuß (914 mm) von American Fork nach Forest City in Utah, die 1872–1878 betrieben wurde.

## Gründung
Die American Fork Railroad wurde von New Yorker Geschäftsleuten am 3. April 1872 als Tochterfirma der Miller Mining and Smelting Company gegründet und die Gründungspapiere wurden am 16. April 1872 beim Auditor of Public Accounts eingereicht. Sie wurde von Major Edmund Wilkes aus Salt Lake City geleitet, der auch die Bergbaugesellschaft leitete.
Die Vermessung der Strecke wurde ab dem 30. April 1872 durchgeführt, und die Trassierung begann am 3. Juni 1872. Am 14. Juli 1872 waren genug Schienen für etwa 11 Kilometer Gleis und 10 Flachwagen eingetroffen, aber die Gleisverlegung begann erst am 22. Juni 1872.

## Streckenbau

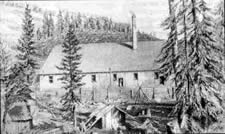
Sultana Smelter am oberen Ende des Mary Ellen Gulch, 1872

Ursprünglich war geplant, dass eine 32 km lange Strecke von einem Bahnhof an der noch zu bauenden Utah Southern, in der Nähe von American Fork City, bis zur Sultana Smelter führen sollte, die oberhalb des Fork Canyon lag. Die Trasse der Eisenbahn, sollte von einer Umladestation in American Fork an der Utah Southern, dem American Fork River nach Norden und später Nordosten folgen, und dann durch den American Fork Canyon führen. An der Stelle, an der sich der Canyon nach Nordosten und Südosten gabelt, folgte die Eisenbahn dem nordöstlichen Zweig hinauf und sollte, bis zur Sultana Smelter zu der Stelle in Forest City führen, die jetzt Dutchman Flat genannt wird. Die Strecke überwand einen Höhenunterschied von 580 m (1900 Fuß) und war stellenweise ungewöhnlich steil: Auf den Steilstrecken überwand sie als Adhäsionsbahn mit 56 ‰ einen Höhenunterschied 56 Meter pro Kilometer (296 Fuß pro Meile).
Die Trassierung wurde bis Forest City fertiggestellt, aber die Gleise wurden bis zum 29. September 1872 nur bis zum Deer Creek verlegt, der etwa 6,5 Kilometer unterhalb der Gold- und Silberhütte liegt, wo heute ein kleiner Stausee ist. Ein paar Tage zuvor war die Bahnstrecke der Utah Southern bis Lehi fertiggestellt worden, etwa 4,8 Kilometer nordwestlich von American Fork. Die Utah Southern entschied sich, sie vorerst nicht weiter zu verlängern. Daraufhin vereinbarten die Utah Southern und die American Fork Railroad, dass die American Fork Railroad ihre Schmalspurgleise auf der Trasse der Utah Southern verlegen dürfe. Dies dauerte bis September 1873, aber bereits kurz danach wurde die Strecke umgespurt, als Utah Southern weiter in Richtung Süden bis American Fork verlängert wurde.

## Betrieb
Der Betrieb der Eisenbahn erzielte keinen wirtschaftlichen Erfolg. Die ursprünglich versuchsweise eingesetzte Mason-Dampflokomotive, die nur 14 oder 15 Tonnen wog, war für die Aufgabe ungeeignet. Daher wurden Pferde und Maultiere genutzt, um die leeren Wagen den Berg hinauf zu ziehen. Bergab fuhren sie gebührlich gebremst nur durch die Schwerkraft angetrieben.
Die Strecke wurde in der Sommersaison 1875 nur montags, mittwochs und freitags und im Winter gar nicht betrieben. Da das Verkehrsaufkommen der Bergbaubetriebe geringer als prognostiziert war, wurden Ausflugsfahrten für Touristen angeboten. Dennoch war der Betrieb unwirtschaftlich, so dass der Betrieb eingestellt wurde und die Gleise im späten Frühjahr und Frühsommer 1878 abgerissen wurden. Die Deseret Evening News kommentierten den Streckenabbau, indem sie am 5. Juni 1878 irrtümlicherweise prognostizierten, dass der Canyon in Zukunft wohl kaum von Touristen besucht werde (the canyon “...is not likely to be visited in future, to any extent, by tourists”), was sich aber durch den zunehmenden Autotourismus nicht bewahrheitet hat. Die Schienen und Wagen wurden wohl an Charles W. Scofield, den Besitzer der Bingham Canyon Railroad der Camp Floyd Railroad und der Wasatch & Jordan Valley Railroad verkauft, der sie im August 1878 für den Bau der Utah & Pleasant Valley Railroad einsetzte.

## Lokomotiven

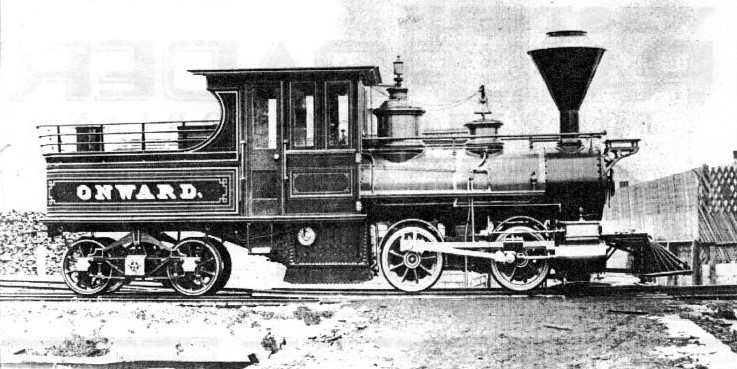
Der Tender von William Masons Onward wurde vor der Auslieferung mit American Fork beschriftet

| Nr.               | Hersteller | Achsfolge | Werks-Nr. | Baujahr        | Zylinder | Räder | Gewicht | Bemerkungen |
| ----------------- | ---------- | --------- | --------- | -------------- | -------- | ----- | ------- | --- |
| Erste AFRR Nr. 1  | Mason      | 0-4-4T    | 461       | 1. Juli 1872   | 10x15"   | 33"   | 13,5 t  | Etwa Dezember 1873 an Eureka & Palisade Railroad verkauft. Im Okt. 1879 an Nevada Central Railroad verkauft. Im Dezember 1882 an Utah & Northern Railroad verkauft. 1886 verschrottet. |
| Zweite AFRR Nr. 2 | Porter     | 0-6-0     | 151       | 30. April 1874 | 12x16"   | 33"   | 20 t    | Ende 1878 mit Wagen und Schienen an Utah & Pleasant Valley Railroad verkauft. |

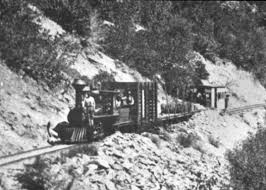
Mason-Lokomotive
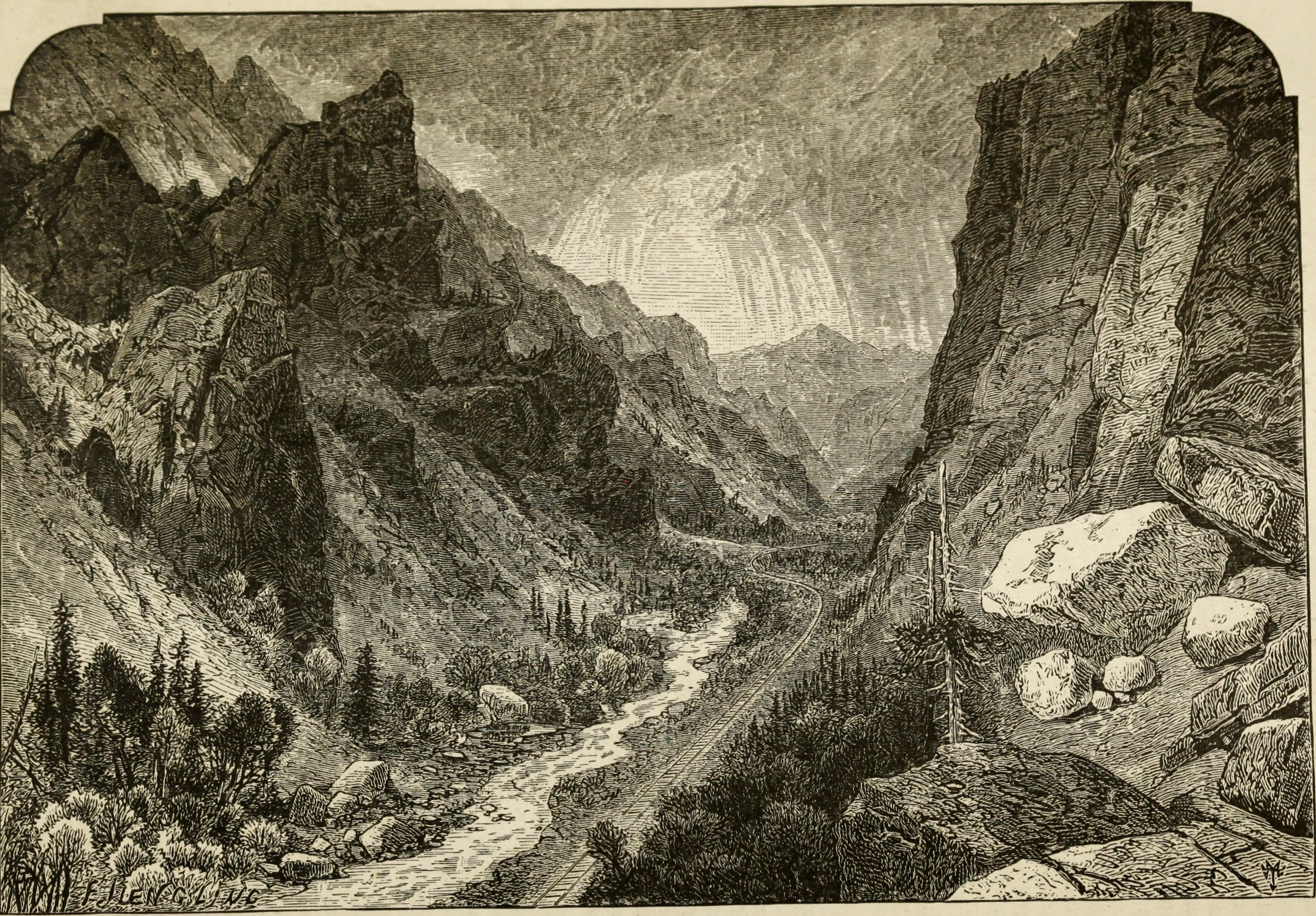
American Fork Canyon
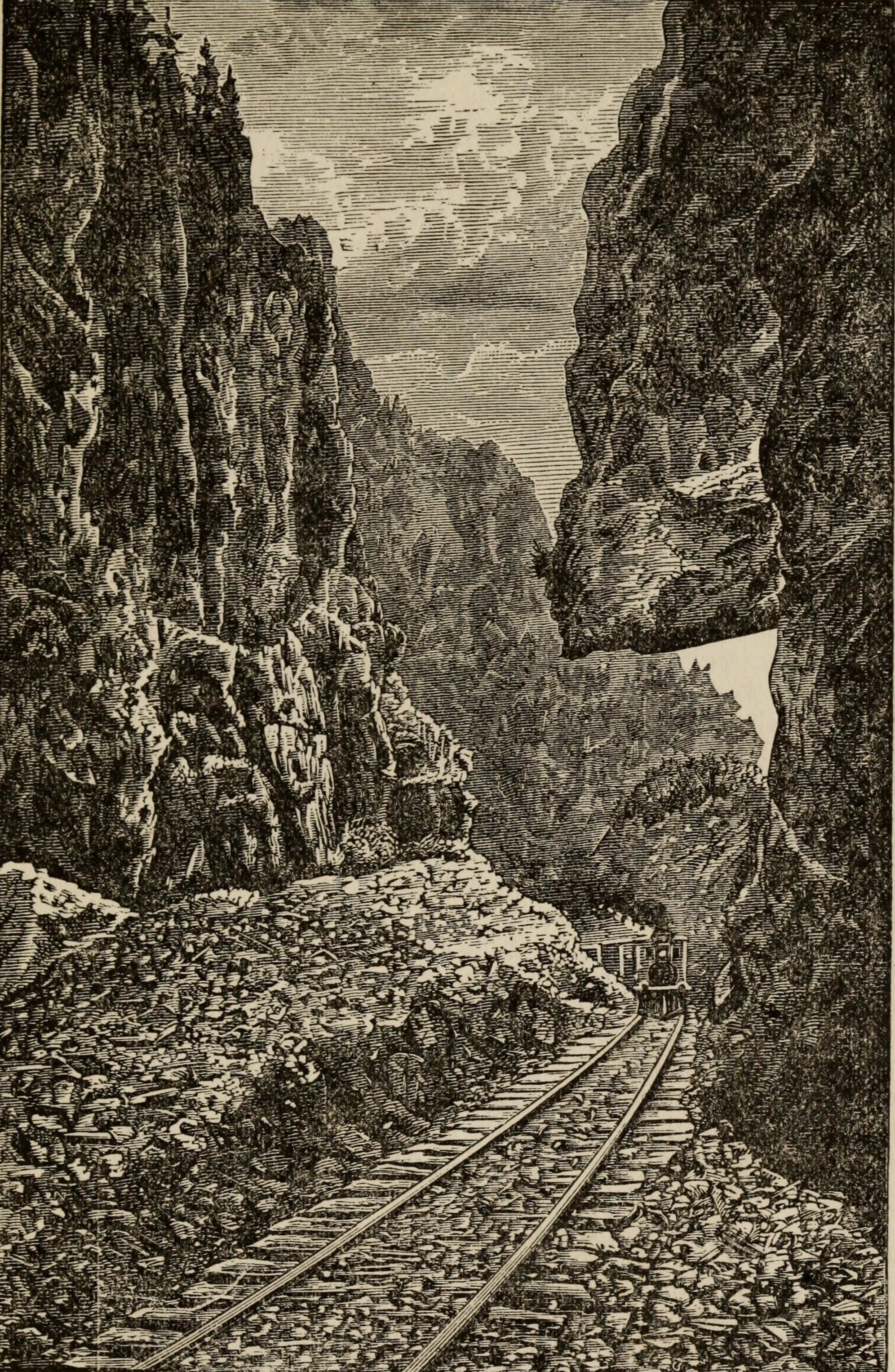
Hanging Rock
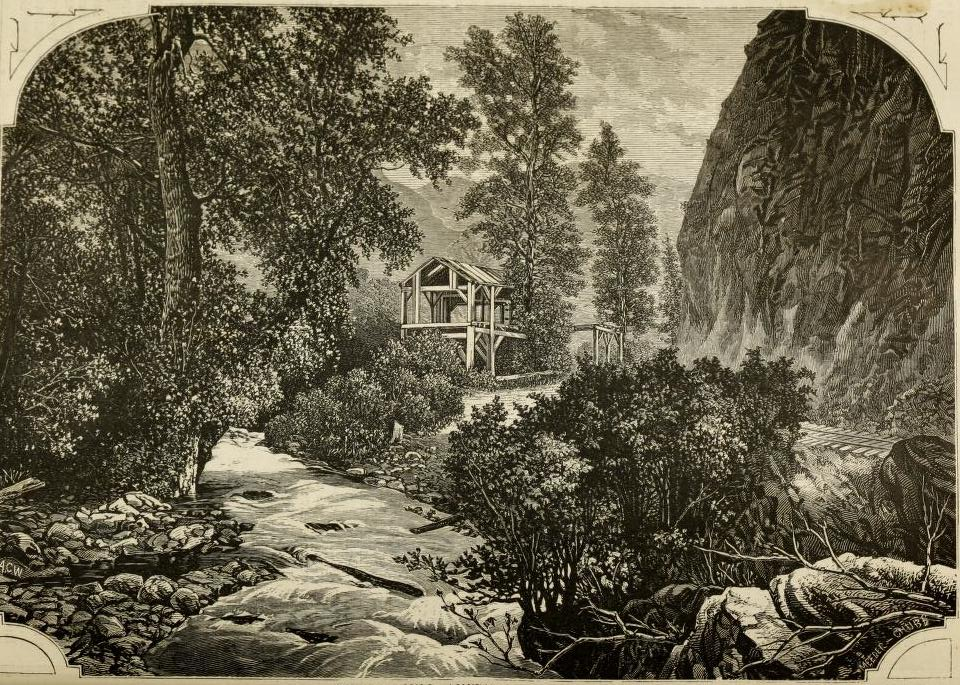
Altes Sägewerk
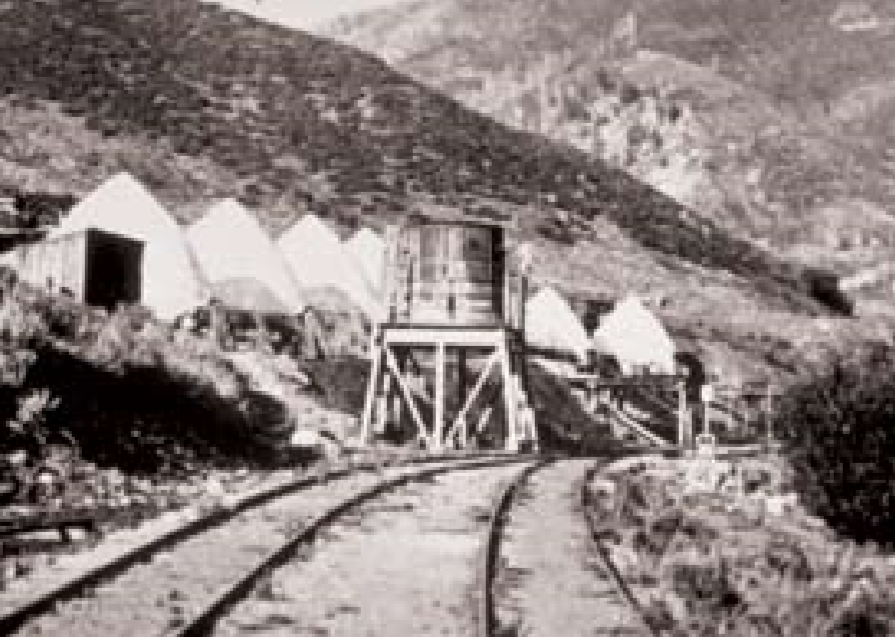
Hütte bei Tibble Fork